# Евматий (спатарий)
Евматий (на средногръцки: Ευμάθιος) е византийски аристократ от началото на IX век, спатарий, жител на Сердика. Според данните на неговия съвременник Теофан Изповедник, след заемането на града от българите през 809 г. Евматий става политически емигрант при хан Крум, тъй като се страхува от гнева на Никифор I Геник и не желае да се върне в отечеството си.